# Mulona schausi
Mulona schausi är en fjärilsart som beskrevs av William D. Field 1952. Mulona schausi ingår i släktet Mulona och familjen björnspinnare. Inga underarter finns listade i Catalogue of Life.